# 秦树桐
秦树桐（1963年11月—），江苏姜堰人，中国人民解放军上将。

## 生平
曾任中国人民解放军团政委，摩步34旅政委，装甲2师政委，陆军第12集团军政治部副主任。
2013年3月，任第31集团军政治部主任。
2014年7月，任中国人民解放军第31集团军副政委。
2015年9月，升任陆军第1集团军政委。
2017年3月，任新调整组建的第75集团军政委。
2018年4月，升任陆军政治工作部主任。
2022年1月，升任陆军政治委员。至迟于2024年12月，不再担任陆军政治委员，由陈辉接任。
2014年7月，晋升少将军衔。2019年6月，晋升中将军衔。2022年1月，晋升上将军衔。